# エクス・オペレ・オペラート
エクス・オペレ・オペラート（ラテン語: Ex opere operato）は、「なされたわざから」秘跡、サクラメントが有効になるとする教義。事効説とも呼ばれる。
この教義では聖職者・執行者の状態に関わらず、サクラメントに効力があるとされる。カトリック教会はトリエント公会議でこの教義の否定者を破門と定めた。
信仰と関係なく自動的に有効なサクラメントが魔術的であるとして、プロテスタントから批判されることがある。ただし、カトリック教会側は秘跡理解において「自動的」といった術語・概念を持たず、魔術的であるとの批判に対する反批判もある。
カトリック教会においては、秘跡を行うのは、典礼執行者ではなく、象徴行為を行うよう命じたキリスト自身である。また秘跡はキリストの力の行使であり、情けと慈しみの業である。このゆえに秘跡は執行者の状態に関わらず効力がもたらされるとされる。